# Amphoe Kantharawichai
Amphoe Kantharawichai (in Thai อำเภอ กันทรวิชัย) ist ein Landkreis (Amphoe – Verwaltungs-Distrikt) im Norden der Provinz Maha Sarakham. Die Provinz Maha Sarakham liegt im Zentrum der Nordostregion von Thailand, dem so genannten Isan.

## Geographie
Amphoe Kantharawichai grenzt an die folgenden Distrikte (von Süden im Uhrzeigersinn): an die Amphoe Mueang Maha Sarakham, Kosum Phisai und Chiang Yuen in der Provinz Maha Sarakham, sowie an die Amphoe Yang Talat und Khong Chai der Provinz Kalasin.

## Geschichte
Die Geschichte des Distrikts geht zurück auf die Mueang Kanthang (กันทาง), er wurde 1785 unter dem Namen Khanthathirat (คันธาธิราช) gegründet. 1874 wurde er in Mueang Kantharawichai umbenannt, 1900 in einen Amphoe geändert. 1913 wurde er von Kalasin der Provinz Maha Sarakham untergeordnet, und 1915 wurde in Ban Khok Phra die Verwaltung eröffnet. Im Jahr 1917 wurde der Distrikt daher in Khok Phra umbenannt, 1939 wurde aber der historische Name wiederhergestellt.

## Bildung
Im Amphoe Kantharawichai befindet sich die Universität Maha Sarakham.

## Verwaltung

### Provinzverwaltung
Der Landkreis Kantharawichai ist in zehn Tambon („Unterbezirke“ oder „Gemeinden“) eingeteilt, die sich weiter in 183 Muban („Dörfer“) unterteilen.
| Nr.  | Name                | Thai       | Muban | Einw.  |
| ---- | ------------------- | ---------- | ----- | ------ |
| 01.  | Khok Phra           | โคกพระ     | 0-    | 09.930 |
| 02.  | Khanthararat        | คันธารราษฎร์ | 11    | 04.475 |
| 03.  | Makha               | มะค่า       | 0-    | 05.143 |
| 04.  | Tha Khon Yang       | ท่าขอนยาง   | 15    | 08.478 |
| 05.  | Na Si Nuan          | นาสีนวน     | 27    | 10.059 |
| 06.  | Kham Riang          | ขามเรียง    | 23    | 14.407 |
| 07.  | Khwao Yai           | เขวาใหญ่    | 0-    | 07.679 |
| 08.  | Si Suk              | ศรีสุข       | 0-    | 10.097 |
| 09.  | Kut Sai Cho         | กุดใส้จ่อ     | 11    | 04.513 |
| 010. | Kham Thao Phatthana | ขามเฒ่าพัฒนา | 21    | 08.183 |

Hinweis: Die Daten der Muban liegen zum Teil noch nicht vor.

### Lokalverwaltung
Es gibt drei Kommunen mit „Kleinstadt“-Status (Thesaban Tambon) im Landkreis:
- Khok Phra (Thai: เทศบาลตำบลโคกพระ), bestehend aus Teilen des Tambon Khok Phra.
- Tha Khon Yang (Thai: เทศบาลตำบลท่าขอนยาง), bestehend aus dem gesamten Tambon Tha Khon Yang,
- Kham Riang (Thai: เทศบาลตำบลขามเรียง), bestehend aus dem gesamten Tambon Kham Riang.

Außerdem gibt es acht „Tambon-Verwaltungsorganisationen“ (องค์การบริหารส่วนตำบล – Tambon Administrative Organizations, TAO):
- Khok Phra (Thai: องค์การบริหารส่วนตำบลโคกพระ)
- Khanthararat (Thai: องค์การบริหารส่วนตำบลคันธารราษฎร์)
- Makha (Thai: องค์การบริหารส่วนตำบลมะค่า)
- Na Si Nuan (Thai: องค์การบริหารส่วนตำบลนาสีนวน)
- Khwao Yai (Thai: องค์การบริหารส่วนตำบลเขวาใหญ่)
- Si Suk (Thai: องค์การบริหารส่วนตำบลศรีสุข)
- Kut Sai Cho (Thai: องค์การบริหารส่วนตำบลกุดใส้จ่อ)
- Kham Thao Phatthana (Thai: องค์การบริหารส่วนตำบลขามเฒ่าพัฒนา)